# Friedrichsthal (Sarre)
Pour les articles homonymes, voir Friedrichsthal.
Friedrichsthal est une ville de Sarre (Allemagne), située dans la Communauté régionale de Sarrebruck.